# تپه و گورستان خلیفتان ۲
تپه و قبرستان خلیفتان ۲ مربوط به سدهٔ ۸–۶ ه‍.ق است و در شهرستان ارومیه، بخش مرکزی، دهستان روضه چای، روستای خلیفتان واقع شده و این اثر در تاریخ ۲۵ آبان ۱۳۸۷ با شمارهٔ ثبت ۲۳۵۶۱ به‌عنوان یکی از آثار ملی ایران به ثبت رسیده است.